# Metodije Ostojić
Metodije (in serbo Методије?, nato Ljubiša Ostojić, in serbo Љубиша Остојић?; Sarajevo, 1º aprile 1976) è un vescovo ortodosso montenegrino, dal 29 maggio 2021 vescovo dell'eparchia di Budimlja e Nikšić.

## Infanzia e studi
Ljubiša Ostojić è nato a Sarajevo il 1º aprile 1976, terzogenito di Milinko Ostojić e Dragica Milićević, entrambi originari di Žabljak, nel nord del Montenegro. Nella capitale bosniaca frequentò le scuole fino al secondo anno di ginnasio, quando, a causa dello scoppio della guerra in Bosnia ed Erzegovina, si trasferì con tutta la sua famiglia a Podgorica. Terminate le superiori nel 1994, si iscrisse alla facoltà di economia dell'Università del Montenegro, dove si laureò nel 2001.

## Carriera ecclesiastica

### Come monaco
Nel 2002 entrò come novizio nel monastero di Cettigne, assumendo il nome monastico di Metodije. Lì fu ordinato monaco l'11 luglio 2004 per poi divenire diacono il successivo 19 agosto. Il 6 gennaio 2008 ricevette l'ordinazione presbiteriale, divenendo ieromonaco.
Dalla fine del 2007 divenne assistente personale (cubicolario) del patriarca Pavle, incarico che mantenne fino alla morte di quest'ultimo nel novembre 2008. Il 22 novembre 2009, nel monastero di Slanci, fu elevato al rango di protosincello dal vicario del Trono patriarcale e metropolita del Montenegro Amfilohije Radović.
Il 1º febbraio 2010 fu nominato egumeno del monastero di Cettigne. Nel 2012 divenne membro del collegio amministrativo patriarcale della Chiesa ortodossa serba per conto del metropolita Radović; fu inoltre membro del consiglio diocesano e del collegio amministrativo della metropolia del Montenegro e del Litorale. Il 12 luglio 2013 fu elevato ad archimandrita nel monastero di Cettigne. Nello stesso anno, si laureò in teologia cristiana ortodossa presso la sede di Foča dell'Università di Sarajevo orientale. Dal 2016 al 2017, è stato in Grecia per studiare la lingua greca presso l'Università Aristotele di Salonicco.

### Come vescovo
Il 22 luglio 2018 ha ricevuto l'ordine episcopale dal patriarca Irinej nella cattedrale della Resurrezione di Cristo di Podgorica, divenendo "vescovo di Dioclea" (епископ диоклијски), ossia vescovo ausiliare del metropolita del Montenegro e del Litorale. Dal successivo agosto assunse anche il ruolo di direttore del periodico Svetigora pubblicato dalla stessa eparchia montenegrina.
Il 26 dicembre 2019, nel corso di una protesta clericale contro una legge che permetteva la confisca di alcuni bene ecclesiastici, Metodije è stato preso a manganellate dalle forze di polizia sul ponte di Đurđevića Tara.
Il 29 maggio 2021, nel Tempio di San Sava di Belgrado, la Santa Assemblea dei vescovi della Chiesa ortodossa serba lo ha eletto nuovo vescovo di Budimlja e Nikšić. La cerimonia di insediamento si è tenuta il 26 settembre 2021 nel monastero Đurđevi Stupovi di Berane presieduta dal patriarca Porfirije.